# Luciana Gilli
Luciana Gilli, nome d'arte di Luciana Bigonzi (Roma, 11 novembre 1944), è un'attrice italiana.

## Biografia
Luciana Gilli, a volte accreditata come Luciana Gallo, Gloria Gilli o Lucy Gilly, è un'attrice professionista particolarmente attiva negli anni '60 in film italiani o coproduzioni europee, specializzandosi con ruoli in storie d'avventura e film spaghetti-western. 
Il suo esordio cinematografico è stato il ruolo di Luciana nel film Siamo donne nel 1953.
Nel 1962 ha il primo ruolo da protagonista nel film Lo sceicco rosso di Fernando Cerchio. 
Nel 1965 è la protagonista dei film: La Colt è la mia legge del regista Alfonso Brescia e La montagna di luce di Umberto Lenzi. 
Nel 1968 è la protagonista del lungometraggio Il sole è di tutti di Domenico Paolella.

## Filmografia

### Cinema
- Siamo donne segmento Concorso 4 attrici 1 speranza, regia di Alfredo Guarini (1953)
- Adua e le compagne, regia di Antonio Pietrangeli (1960)
- Le ambiziose, regia di Antonio Amendola (1961)
- Fantasmi a Roma, regia di Antonio Pietrangeli (1961)
- Leoni al sole, regia di Vittorio Caprioli (1961)
- Il dominatore dei 7 mari, regia di Rudolph Maté e Primo Zeglio (1962)
- Lo sceicco rosso, regia di Fernando Cerchio (1962)
- I 4 monaci, regia di Carlo Ludovico Bragaglia (1962)
- La belva di Saigon (Der schwarze Panther von Ratana), regia di Jürgen Roland (1963)
- Gli imbroglioni segmento Medico e fidanzata, regia di Lucio Fulci (1963)
- Ursus nella terra di fuoco, regia di Giorgio Simonelli (1963)
- Il ladro di Damasco, regia di Mario Amendola (1964)
- La montagna di luce, regia di Umberto Lenzi (1965)
- Il conquistatore di Atlantide, regia di Alfonso Brescia (1965)
- La colt è la mia legge, regia di Alfonso Brescia (1965)
- Una bara per lo sceriffo, regia di Mario Caiano (1965)
- Mano di velluto, regia di Ettore Fecchi (1966)
- Moresque obiettivo allucinante, regia di Riccardo Freda (1967)
- Pecos è qui: prega e muori!, regia di Maurizio Lucidi (1967)
- La morte non conta i dollari, regia di Riccardo Freda (1967)
- Il sole è di tutti, regia di Domenico Paolella (1968)
- Riuscirà il nostro eroe a ritrovare il più grande diamante del mondo?, regia di Guido Malatesta (1971)

### Televisione
- Il signore di mezza età di Marcello Marchesi trasmesso il (12/05/1963)
- Loro ed io (1963) - film TV

## Doppiatrici italiane
- Rita Savagnone in I quattro monaci, Il ladro di Damasco, La morte non conta i dollari
- Maria Pia Di Meo in Gli imbroglioni, La montagna di luce
- Fiorella Betti in Lo sceicco rosso
- Angiolina Quinterno in Una bara per lo sceriffo